# نیکولا فراری (بازیکن فوتبال، زاده ۱۹۸۹)
نیکولا فراری (انگلیسی: Nicola Ferrari؛ زادهٔ ۱۴ سپتامبر ۱۹۸۹) بازیکن فوتبال اهل ایتالیا است.
از باشگاه‌هایی که در آن بازی کرده‌است می‌توان به باشگاه فوتبال سمپدوریا و باشگاه فوتبال ساسولو اشاره کرد.